# Arthur Guyton
Arthur Clifton Guyton, född 8 september 1919, död 3 april 2003, var en amerikansk läkare och fysiolog, känd för sin forskning och sin välkända lärobok i fysiologi.
Guytons Textbook of Medical Physiology är ett bekant verk för läkarstudenter över hela världen. Bokens första åtta upplagor är egenhändigt författade av Guyton själv, något som gör honom närmast unik. Från och med den nionde utgåvan är boken ett resultat av samarbete med John E. Hall. Den senaste utgåvan, den elfte i ordningen, publicerades 2006 och är den första efter Guytons död. Boken har översatts till 13 språk och är den av studenter mest använda fysiologiboken i världen.
Guyton är välkänd för sina experiment på 1950-talet där studierna fokuserar på hjärt-minutvolymen och dess relation till perifert flöde. Det är även Guytons beskrivningar av blodcirkulationen som bestrids av kursledningen på läkarprogrammet vid Lunds universitet vilket resulterat i att de väljer att inte rekommendera Textbook of Medical Physiology dess popularitet till trots .
I sin forskning visar Guyton att hjärtats minutvolym inte regleras av sig själv. Guyton demonstrerar istället att syrebehovet i vävnaden är den stora regulatoriska mekanismen. The "Guyton Curves" beskriver högra förmakstryckets relation till hjärtminutvolym utifrån blodcirkulationen. Detta redovisas utförligt i Guytons Textbook of Medical Physiology med referenser till ursprungsexperimenten.
Sammantaget består Guytons forskningsmässiga mannagärning av mer än 600 artiklar och 40 böcker. Forskning som placerar honom i topp bland världens genom tiderna främsta kardiovaskulära fysiologer. Hans forskning täcker i princip samtliga områden inom det kardiovaskulär fältet och mycket av forskningen ligger idag till grund för förståelse av sjukdomar som hypertoni (högt blodtryck), hjärtsvikt och ödembildning.